# 蒋大器
蒋大器（1455年—1530年），别号庸愚子，金华人，著有《三国志通俗演义序》。

## 生平
蒋大器于明成化十一年（1475年）出任大名府浚县主簿。在任期间，他发现了《三国演义》目前已知最早的手本《三国志通俗演义》。弘治七年（1494年），作《三国志通俗演义序》。在他的推动下，《三国志通俗演义》于嘉靖元年（1522年）刻印出版。
蒋大器在《三国志通俗演义序》中指出该书作者为罗贯中。但有学者质疑蒋大器之前一百余年皆未有人明确提出罗贯中是作者，而蒋大器又没有交待手稿来源，可能蒋大器本人才是该书的真正作者。